# 科威特第納爾
第納爾（阿拉伯語：دينار，ISO 4217貨幣代碼：KWD）是科威特的貨幣單位，由科威特中央銀行發行。科威特第納爾為目前匯率最高的貨幣單位。每1第納爾又可進一步分成1000費爾（fils）。

## 歷史
科威特第納爾首度發行於1961年，以取代該國原本的貨幣單位波斯灣盧比（Gulf rupee），初發行時原本採取與英鎊固定匯率的方式操作，每1第納爾定價為1先令6便士，因此相當於13.333盧比。
科威特在1990年遭到鄰國伊拉克的入侵時，該國的貨幣曾短暫被換成伊拉克第納爾，且當時有大量的科威特第納爾遭到伊國竊取並被拿到國際貨幣市場上兜售。戰後，為了儘速重建該國的經濟，科威特政府除了恢復科威特第納爾的使用外，也儘速發行了新一版（第四版）的第納爾紙鈔並宣布舊版紙鈔（包含遭竊取的部分）無效，該版鈔票一直使用到1994年4月3日最新版（第五版）的紙鈔發行時才逐漸停止流通。
在2003年1月4日之前，科威特第納爾一直都是採取固定匯率的方式在國際貨幣市場間流通。該年1月5日，第納爾正式以每1第納爾相當於3.33745美元的匯率開始在國際貨幣市場自由交易。以2019年10月1日為例，其平均交易價格為每1科威特第納爾相當於3.28267美元，是世界上單價最高的貨幣單位。

## 流通中的貨幣
科威特第納爾共有硬幣與紙鈔兩種貨幣型式，其中1費爾目前已不再流通，而面額最大的是20第納爾的紙鈔。

### 硬幣
- 5 費爾
  - 正面：船、年份
  - 背面：面值、國家名稱
- 10 費爾
  - 正面：船、年份
  - 背面：面值、國家名稱
- 20 費爾
  - 正面：船、年份
  - 背面：面值、國家名稱
- 50 費爾
  - 正面：船、年份
  - 背面：面值、國家名稱
- 100 費爾
  - 正面：船、年份
  - 背面：面值、國家名稱

### 紙幣

#### 2014年
- 1/4 第納爾
  - 正面：解放塔、独桅纵帆船
  - 背面：傳統的木製科威特大門、第一枚科威特硬幣
- 1/2 第納爾
  - 正面：解放塔、独桅纵帆船
  - 背面：玳瑁、银鲳
- 1 第納爾
  - 正面：大清真寺、独桅纵帆船
  - 背面：古希臘文明的圖畫
- 5 第納爾
  - 正面：科威特中央銀行的新總部、独桅纵帆船
  - 背面：煉油廠和油輪
- 10 第納爾
  - 正面：科威特國民議會、独桅纵帆船
  - 背面：游隼、
- 20 第納爾
  - 正面：酒店、独桅纵帆船
  - 背面：科威特的珍珠潛水員、傳統科威特独桅纵帆船

## 外部連結

### 相關網站
- （英文）科威特中央銀行
  - （英文）科威特第納爾紙鈔圖片
- 科威特的钞票 （页面存档备份，存于） （英文）（德文）（法文）